# Craig (Colorado)
Craig település az Amerikai Egyesült Államok Colorado államában, Moffat megyében, melynek megyeszékhelye is. Lakosainak száma 9060 fő (2020. április 1.).

## Népesség
A település népességének változása:

| 2010 | 9 464 |
| 2020 | 9 060 |